# Everybody Go!
Everybody Go! è un brano musicale del gruppo di idol giapponese Kis-My-Ft2, pubblicato come loro singolo di debutto il 10 agosto 2011 dalla Avex Trax. Il brano è stato utilizzato come sigla del drama televisivo sudcoreano Minamishineyo. Il singolo è arrivato alla prima posizione della classifica Oricon dei singoli più venduti in Giappone ed è stato certificato disco di platino per aver venduto 441 680 copie.

## Tracce
CD+DVD Single
CD
1. Everybody Go! - 4:42
2. S.O.KISS - 3:50
3. KISS FOR U - 3:43

DVD
1. Everybody Go! -Music Video-
2. Making Movie

## Classifiche
| Classifica (2011)     | Posizione più alta |
| --------------------- | ------------------ |
| Oricon weekly singles | 1                  |